# عصب‌های مژگانی بلند
عصب‌های مژگانی بلند (انگلیسی: Long ciliary nerves) ۲ تا ۳ عصب هستند که از عصب بینی‌مژگانی (که خود شاخه‌ای از عصب چشمی از عصب سه‌قلو) است، منشأ می‌گیرند. آنها برای عصب‌دهی حسی به قسمت‌هایی از چشم و الیاف وابران احشایی سمپاتیک به ماهیچه گشادکننده عنبیه وارد چشمخانه می‌شوند.

## کالبدشناسی

### خاستگاه
اعصاب مژگانی بلند از عصب بینی‌مژگانی در حین عبور از عصب بینایی (سی‌ان دو) منشعب می‌شوند.

### مسیر
اعصاب مژگانی بلند همراه با عصب‌های مژگانی کوتاه، قسمت خلفی صلبیه را در نزدیکی محل ورود عصب بینایی سوراخ کرده و وارد آن می‌شوند، سپس بین صلبیه و مشیمیه به سمت پیشین می‌روند.

### کارکرد
اعصاب مژگانی بلند به جسم مژگانی، عنبیه و قرنیه توزیع می‌شوند.

### حسی
اعصاب مژگانی بلند عصب‌دهی حسی به چشم انسان، از جمله قرنیه را بر عهده دارند.
اعصاب مژگانی بلند حاوی الیاف سمپاتیک پس‌عقده‌ای از عقده گردنی فوقانی برای ماهیچه گشادکننده عنبیه هستند. الیاف سمپاتیک به ماهیچه گشادکننده مردمک عمدتاً در عصب بینی‌مژگانی حرکت می‌کنند، اما الیاف سمپاتیک در اعصاب مژگانی کوتاه نیز وجود دارند که بدون ایجاد سیناپس از عصب مژگانی عبور می‌کنند.

## نگاره

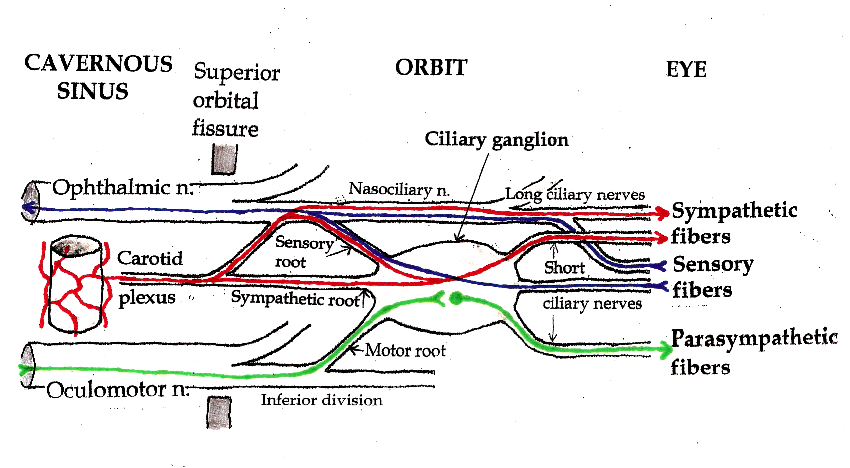
مسیرهای غده مژگانی.